# عجيب

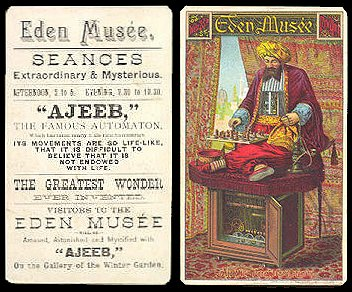
إعلان عن عجيب.

عجيب هو آلة ذاتية التشغيل، لاعب للشطرنج، أنشأه تشارلز هوبر في المعهد الملكي للفنون التطبيقية في عام 1868. مثل التركي الآلي، هو في الواقع شخص مخفي يقوم بتحريك القطع. جذب أداء 《عجيب》 حشوداً من آلاف المتفرجين خلال مبارياته ضد هاري هوديني، وتيودور روزفلت وآو هنري. اللاعبون المخفيون هم هاري نيلسون بيلسبري ألبرت هودجز، كونستانت بوري فرديناند.
جاء «عجيب» في تقليد ما يسمى بالآلة الذاتية التشغيل واللاعبة للشطرنج، من حيث الترتيب الزمني، بعد الآلة الميكانيكية المسماة 《التركي》 وقبل الآلة المسماة ميفيستو.
بعد تقديم العديد من العروض في كوني آيلاند (نيويورك)، دُمّر 《عجيب》 في حريق في 15 مارس 1926. اشتق منشوؤا هذه الآلة اسمها من الكلمة العربية «عجيب» التي تدل على الغرابة والغموض.

## مميزاته
- كان طول الآلة يصل إلى عشرة أقدام.
- لعب ما يزيد عن 900 دور، وإنهزم في ثلاث منها فقط .
- كان يلعب لعبة الضامة ولم ينهزم في أي دور من هذا النوع من المنافسة .

### جولته في أوروبا والولايات المتحدة
قدم عجيب أول عروضه في المعهد الملكي للفنون التطبيقية في لندن عام 1868. بين 1868 و1876 قدم عروضاً في قصر الكريستال في لندن. لعب أيضاً في العديد من المدن الأة روبية مثل برسلاو، درسدن، ليبزيغ، هانوفر، ماغديبرغ، كولونيا، البيفيلد، دوسلدورف ، فرانكفورت ، فيسبادن . ما يزيد عن 100,000 شخص حضر العروض التي قدمت في برلين خلال فترة ثلاثة أشهر.
بعد ألمانيا، زار كل من بروكسل وباريس. هنا يقال أنه لاعب تسوكرتورت . لعب روزنتال مرتين ضده، فاز مرة وخسر أخرى . في 1885 زار عجيب نيويورك، مينيابوليس وشيكاغو وكانساس سيتي. عمل كل من تشارلز مويهل وتشارلز فرانسيس باركر، بطل لعبة الضامة في الولايات المتحدة، دور الإنسان الآلي في أداء الأدوار.

## روابط خارجية
- بعض من أدوار عجيب